# Schnalser Bach
De Schnalser Bach (Italiaans: rio Senales) is een 25,7 km lange zijrivier van de Etsch in Zuid-Tirol. De rivier heeft een stroomgebied van 220 km². De beek ontspringt in de Ötztaler Alpen, is in de Vernagt-Stausee opgestuwd en doorstroomt in het Schnalstal de gemeente Schnals evenals in het onderste gedeelte Kastelbell-Tschars en Naturns. Bij Naturns mondt de beek uit in de Etsch. Rivieren die uitmonden in het Schnalser Bach  zijn de Lagauntalbach, de Mastaunbach en de Pfossenbach.